# Cornelis van der Wolf
Cornelis van der Wolf (Lemmer, 4 mei 1927 – Vriezenveen, 26 september 1985) was een Nederlands politicus van de CHU (later CDA).

## Levensloop
Van der Wolf werd geboren als zoon van Klaas Cornelis van der Wolf (1894-1964) en Klaaske Dijkstra (1894-1959). Hij was getrouwd met A. van der Wolf-Visser en had drie kinderen. Van der Wolf heeft de mulo gevolgd. Op zestienjarige leeftijd ging hij werken als volontair bij het gemeentehuis in zijn geboorteplaats (gemeente Lemsterland). Na de bevrijding werd hij tijdelijk ambtenaar op de gemeentesecretarie van Gaasterland. Kort daarop keerde hij als klerk terug bij de gemeentesecretarie van Lemsterland. In 1949 ging hij als adjunct-commies eerste klas aan het werk bij de gemeente Baarderadeel en een jaar later kreeg hij dezelfde functie bij de gemeente Dantumadeel. Rond 1951 ging hij in militaire dienst die hij na tweeënhalf jaar als reserve-officier verliet om weer te gaan werken bij de gemeente Dantumadeel. Van der Wolf was daar referendaris. Voor zijn benoeming tot burgemeester was Van der Wolf tevens actief in het maatschappelijk leven, zo was hij voorzitter van de CHU in Dantumadeel en zat hij in de kerkvoogdij. 

### Burgemeesterschap
In juni 1963 werd Van der Wolf benoemd tot burgemeester van Wanneperveen. Tijdens zijn burgemeesterschap daar bleek het formaat van zijn gemeente niet groot genoeg om de problemen waar de gemeente mee te maken kreeg aan te pakken. Zo moest de genie ingeroepen worden om in Belt-Schutsloot een noodbrug te bouwen over de oude scheepvaartweg naar Friesland nadat het gemeentebestuur niet genoeg budget had om een nieuwe pachter voor de ponddienst te werven.
Door herindelingen moest Van der Wolf uiteindelijk vertrekken uit Wanneperveen. Van der Wolf gaf in de media vaak zijn mening over de aanstaande herindelingen. Met zijn collega-burgemeesters heeft hij de aanvankelijke plannen van de Gedeputeerde Staten van Overijssel bekritiseerd. Mede daardoor zijn de herindelingsplannen herzien, waardoor er in de Kop van Overijssel niet slechts 1 gemeente overbleef, maar drie.
Begin 1968 werd hij tevens waarnemend burgemeester van Giethoorn. In december 1971 volgde zijn benoeming tot burgemeester van Vriezenveen. Zijn kandidatuur voor het burgemeesterschap lekte uit in de media. Tijdens zijn burgemeesterschap in Vriezenveen was hij betrokken bij de verbetering van de "sociale situatie" in het dorp Westerhaar-Vriezenveensewijk. Hij haalde de landelijke media door een raadsbesluit over de toegang van raadsleden tot het gemeentehuis naast zich neer te leggen. 

### Overlijden
In november 1983 ging hij vanwege gezondheidsproblemen vervroegd met pensioen. Twee jaar later overleed hij op 58-jarige leeftijd.